# 柳井麻希
柳井 麻希（やない まき、1972年3月28日 - ）は、フリーキャスター、ラジオパーソナリティ、通訳。
東京都出身。血液型はAB型。

## 来歴・人物
小学校から高校までは、東京都三鷹市の私立明星学園に通っていた。
桜美林大学国際学部国際学科卒業後、アメリカ・シアトルに留学、現地でビジネス研修を修了。その後、通信会社・バイリンガルTV放送の制作を経て、1997年(平成9年)よりラジオパーソナリティの道へ。ラジオパーソナリティになったきっかけは、J-WAVEを聴いてジョン・カビラが好きになり、彼と共演したいと思ったからという。J-WAVEが主催したDJ・ディレクター志望者のための体験イベントに参加し、同局のスタッフに「本当になりたいのなら、この後も特訓してあげるよ」と言われ、電話オペレーターなどとして局に出入りしながら自分を売り込み、現在に至る。またこの他に、通訳・ナレーターとしても活躍中。

### 受賞歴
- 第10回イラン国際ラジオ番組フェスティバル最優秀ホスト賞

## 出演番組
- FUTURESCAPE（FMヨコハマ）
- 裏FUTURE SCAPE（FMヨコハマ ポッドキャスト）
- LIGHT UP KANAGAWA（FMヨコハマ）
- RaNi Music♪ Request Hour（ラジオNIKKEI第2放送）
- 生島ヒロシのおはよう定食、生島ヒロシのおはよう一直線（TBSラジオ、生島ヒロシの代理で年末やお盆に出演）
- J-WAVE TOKYO MORNING RADIO（J-WAVE、別所哲也の代理で大型連休などに出演）

## 過去
- mix（TBSラジオ）
- 週刊エコラジー通信（TBSラジオ）
- 嶌信彦のエネルギッシュトーク（TBSラジオ）
- NACK ON TOWN （NACK5）
- BREATH OF EARTH （NACK5）
- SKY（TOKYO FM、石川實の代理で出演）
- kakiiin（TBSラジオ）2009年3月13日（金）WBC取材のため不在の初田啓介のピンチヒッター
- Brandnew J（月・火・木・9:00-13:00　J-WAVEインターネットラジオ）
- TOTOリモデル 住まいの何でも大事典（日6:40-6:50　TBSラジオ）
- BARAKAN MORNING（InterFM）
- CATCH UP!（InterFM）
- Make U Smile 〜Dream, Magic & Fantasy（InterFM）
- Request × Request（ラジオNIKKEI第2放送、月・火・水・金曜）
- DWジャーナル（BS11、放送通訳）
- 秘密結社鷹の爪 〜ゴールデン・スペル〜（TOKYO MXほか、第12話での声の出演）
- 吉田照美 飛べ!サルバドール (文化放送、冬期休暇中の室照美の代理で出演)
- 今日よりちょっといい、明日を（TBSラジオ）